# Comté de Gulf
Pour les articles homonymes, voir Gulf.
Le comté de Gulf (Gulf County) est un comté situé dans l'État de Floride, aux États-Unis. Sa population était estimée en 2020 à 14 192 habitants. Son siège est Port Saint Joe. Le comté a été fondé en 1925 et doit son nom au golfe du Mexique.

## Comtés adjacents
- Comté de Calhoun (nord)
- Comté de Liberty (nord-est)
- Comté de Franklin (est)
- Comté de Bay (ouest)

## Principales villes
- Port Saint Joe
- Wewahitchka

## Démographie
| Groupe                           | Comté de Gulf | Floride | États-Unis |
| -------------------------------- | ------------- | ------- | ---------- |
| Blancs                           | 78,1          | 75,0    | 72,4       |
| Afro-Américains                  | 18,7          | 16,0    | 12,6       |
| Métis                            | 1,8           | 2,5     | 2,9        |
| Autres                           | 0,8           | 3,7     | 6,4        |
| Amérindiens                      | 0,4           | 0,4     | 0,9        |
| Asiatiques                       | 0,3           | 2,4     | 4,8        |
| Total                            | 100           | 100     | 100        |
|                                  |               |         |            |
| Hispaniques et Latino-Américains | 3,3           | 22,5    | 16,7       |

| 1930  | 1940  | 1950  | 1960  | 1970   | 1980   |
| ----- | ----- | ----- | ----- | ------ | ------ |
| 3 182 | 6 951 | 7 460 | 9 937 | 10 096 | 10 658 |

| 1990   | 2000   | 2010   | - | - | - |
| ------ | ------ | ------ | - | - | - |
| 11 504 | 13 332 | 15 863 | - | - | - |